# Love All Play
Love All Play (en hangul, 너에게 가는 속도 493km; romanización revisada, Neoege Ganeun Sokdo 493km) es una serie de televisión surcoreana transmitida desde el 20 de abril de 2022 a través de la KBS2.

## Sinopsis
La serie es un drama de romance deportivo sobre la pasión y el amor afectivo entre Park Tae-joon y Park Tae-yang, un jugador y una jugadora de bádminton.
Tae-yang era una prometedora aspirante a atleta olímpica de bádminton, pero tuvo que dejar el deporte debido a un incidente relacionado con un escándalo de soborno. Tres años después, cuando decide unirse al equipo de bádminton "Yunis" y su vida da un giró y regresa al deporte que tanto soñaba con jugar.
Por otro lado, Tae-joon es un jugador de bádminton que acabó naturalmente en el mundo del bádminton debido al negocio de equipos de bádminton de sus padres. Aunque ve el deporte como nada más que un trabajo, cuando termina uniéndose al equipo Eunice y conoce a Tae-yang su pasión por el deporte se reaviva.

## Reparto

### Personajes principales
- Chae Jong-hyeop como Park Tae-joon, un jugador que ve el bádminton solo como una profesión y sueña con una vida cómoda después de su jubilación. Se une al equipo empresarial Eunice, después de ser sacado del equipo del ayuntamiento.[4][5]
- Park Ju-hyun como Park Tae-yang, una jugadora de bádminton cuya vida gira en torno al deporte.[6][7]
  - Lee Nam-gyeong como Tae-yang de pequeña (Ep. 1)
- Park Ji-hyun como Park Jun-young, una medallista de oro olímpico que se retiró debido a un accidente. Es la hermana de Park Tae-joon.
- Kim Moo-joon como Yook Jung-hwan, es un jugador de bádminton quien tiene su propio club de fanes. Es amado por su buena apariencia y su talento general, pero su punto débil es su autodisciplina.[8]
- Seo Ji-hye como Lee Yoo-min, una jugadora de bádminton y la reina de las supersticiones.

### Personajes secundarios

#### Entrenadores de Yunis
- Jo Han-chul como Lee Tae-sang, es el padre de Lee Yoo-min, un medallista de oro olímpico y director del equipo de trabajo de bádminton Yunis.
- In Gyo-jin como Joo Sang-hyeon, el entrenador del equipo de Yunis. Tiene una personalidad austera y pone reglas estrictas.[9]
- Lee Seo-hwan como Kim Si-bon, el entrenador del equipo de Yunis.

#### Jugadores de Yunis
- Cho Soo-hyang como Lee Young-shim, miembro del equipo de bádminton "Yunis" y ex medallista de oro durante los Juegos Asiáticos. Es una persona con una fuerte fortaleza mental que quiere ganar todos los títulos de competencias domésticas para convertirse en una orgullosa madre para su hija, después de que ella perdiera la custodia contra su ahora exesposo. Aunque parece sensible y que todo le molesta, en realidad es más fuerte y tiene un cariño especial por sus juniors.[10][11]
- Choi Seung-yoon como Yeon Seung-woo.
- Moon Dong-hyeok como Go Dong-wan.
- Kwon So-hyun como Chun Yu-ri.
- Bin Chan-wook como Oh Seon-su.
- Jeon Hye-won como Yang Seong-sil.[12]
- Lee Chae-min como Lee Ji-ho.

#### Familiares
- Jeon Bae-soo como Park Man-soo, el padre de Park Tae-yang.
- Lee Ji-hyun como la madre de Park Tae-joon y Park Jun-young.
- Sung Ki-yoon como Park Nam-goo, el padre de Tae-joon y y propietario de una tienda de equipos de bádminton.

### Otros personajes
- Park Doo-shik como Koo Hyuk-bong, un jugador nacional de bádminton.[13]
- Lee Min-jae como Eden, un rival de Yook Jung-hwan.[14]
- Lee Chae-min como Lee Ji-ho, jugador de bádminton.[15]

### Apariciones especiales
- Kim Hyun-joo como Yook Jung-hwan, una ex aspirante olímpica que solo vive para los deportes.[16]
- Jin Seon-kyu como el dueño de un restaurante de mariscos que conoce a Park Tae-yang.[17]

## Episodios
La serie conformada por dieciséis episodios, fue estrenada el 20 de abril de 2022 a través de la KBS2, emitiendo sus episodios todos los miércoles y los jueves a las 21:50 huso horario de Corea (KST).

### Índice de audiencia
| Episodio | Fecha de emisión    | Participación promedio de audiencia (Nielsen Korea) |
| Episodio | Fecha de emisión    | Nacional                                            |
| -------- | ------------------- | --------------------------------------------------- |
| 1        | 20 de abril de 2022 | 1.9% (31st)                                         |
| 2        | 21 de abril de 2022 | 1.8% (34th)                                         |
| 3        | 27 de abril de 2022 |                                                     |
| 4        | 28 de abril de 2022 |                                                     |
| 5        | 4 de mayo de 2022   |                                                     |
| 6        | 5 de mayo de 2022   |                                                     |
| 7        | 11 de mayo de 2022  |                                                     |
| 8        | 12 de mayo de 2022  |                                                     |
| 9        | 18 de mayo de 2022  |                                                     |
| 10       | 19 de mayo de 2022  |                                                     |
| 11       | 25 de mayo de 2022  |                                                     |
| 12       | 26 de mayo de 2022  |                                                     |
| 13       | 1 de junio de 2022  |                                                     |
| 14       | 2 de junio de 2022  |                                                     |
| 15       | 8 de junio de 2022  |                                                     |
| 16       | 9 de junio de 2022  |                                                     |
| Promedio | Promedio            | —                                                   |

## Banda sonora
El OST de la serie está conformado por las siguientes canciones:

### Parte 1
| No. | Intérprete  | Canción                                      | Letra                | Música               | Duración |
| --- | ----------- | -------------------------------------------- | -------------------- | -------------------- | -------- |
| 1   | Baek A-yeon | "There, There" (당신의 밤이 그만 불안하기를) | Yoon Da-on y Factist | Factist y Yoon Da-on | 3:55     |
| 2   |             | "There, There" (Inst.)                       | -                    | Factist y Yoon Da-on | 3:55     |

### Parte 2
| N.º | Intérprete    | Canción                      | Letra  | Música                                     | Duración |
| --- | ------------- | ---------------------------- | ------ | ------------------------------------------ | -------- |
| 1   | Yun DDan DDan | "Secret" (말할 수 없는 비밀) | Jayins | Runy, Jayins, Park Jung-jun y Shim Gyu-tae | 3:11     |
| 2   |               | "Secret" (Inst.)             | -      | Runy, Jayins, Park Jung-jun y Shim Gyu-tae | 3:11     |

## Producción
La serie es dirigida por Jo Woong (조웅) y escrita por Heo Seong-hye (허성혜).
La primera lectura de guion del elenco se llevó a cabo en el anexo de KBS en octubre de 2021.
El 18 de febrero de 2022, se anunció que el actor Chae Jong-hyeop había dado positivo para COVID-19 después de aplicarse un kit de autodiagnóstico, por lo que se realizó una prueba PCR, por lo que las filmaciones se habían detenido. Sin embargo, un día después se reveló que sus resultados habían dado negativo en la prueba PCR de COVID-19, por lo que las filmaciones se reanudaron.